# Лежандр, Луи (историк)
Луи Лежа́ндр (фр. Louis Le Gendre / Legendre; 1655, Руан — 1 февраля 1733, Париж) — французский историк и каноник парижского Нотр-Дама.

## Издания
Главные сочинения:
- «Essai sur le règne de Louis le Grand etc.» (1697; гугл-скан четвёртого издания, 1699 год);
  - «Histoire du règne de Louis le Grand jusques à la paix générale 1697» (1701, пятое издание);
- «Histoire de France» (1700 и 1724; том 1, том 2, том 3);
- «Nouvelle histoire de France» (1718, том 1, том 2, 1719, том 3, том 4, том 5, том 6, том 7, том 8);
- «Mœurs et coutumes des Français dans les premiers temps de la monarchie» (1712; скан издания 1734 года).
- «Vie du Cardinal d’Amboise, premier ministre de Louis XII» (1724; скан)